# Ernst Sarfert
Ernst Gotthilf Sarfert (Schönau, prop de Zwickau, 4 de novembre, 1882 - Leipzig, 19 de novembre, 1937), va ser un etnòleg i explorador alemany.

## Biografia
Ernst Sarfert era el petit de dotze fills de la parella d'hostalers Christian Gotthilf i Ernestine Pauline Sarfert. Un dels seus germans era William Sarfert, director de la Sachsenwerke de Dresden.
Després d'assistir a la Bürgerschule i al Realgymnasium de Zwickau, Sarfert va estudiar alemany, història i geografia a les universitats de Jena i Leipzig. Durant els seus estudis es va convertir en membre de la "Turnerschaft Normannia Jena", per la qual va lluitar en diversos duels. A proposta del seu mestre Karl Weule, es va dedicar més al tema de l'etnologia al final dels seus estudis i es va doctorar el 1908 amb una tesi titulada Casa i poble entre els natius d'Amèrica del Nord. Des de 1907, va ser voluntari al Museu d'Etnologia de Leipzig i el 1908 va representar la seva institució de recerca com a assistent científic al Congrés Internacional d'Americanistes de Viena. Al mateix temps, Karl Weule el va suggerir com a participant a l'Expedició d'Hamburg al Mar del Sud de la Fundació Científica d'Hamburg, que va ser organitzada per Georg Thilenius i que va portar diversos científics a Melanèsia i Micronèsia al vaixell de recerca Peiho especialment llogat entre 1908 i 1910.
Sarfert només es va poder unir a aquesta expedició des de Hong Kong l'any 1909. Per als seus estudis va passar molt temps a les illes de Sorol, Ifalik, Satawal, Puluwat i Kusae. Fins i tot després del final oficial de l'expedició, va continuar la seva investigació sobre Kusae durant gairebé tres mesos més.
Després del seu retorn, com a cap del Departament d'Indonèsia-Oceànic del Museu Etnològic de Leipzig, va treballar principalment en la sistematització de les seves exposicions i registres. Ja el 1913, el seu manuscrit sobre Kusae (ara Kosrae), que només es va publicar el 1919 i el 1920, estava llest per a la impressió. L'avaluació de la seva recerca, la seva publicació i el treball a les col·leccions de Leipzig es van veure interrompuda per l'esclat de la Primera Guerra Mundial, en la qual Sarfert va participar com a militar de primera línia i més tard com a tinent de la defensa aèria.
A causa de la pèrdua de les colònies alemanyes al final de la Primera Guerra Mundial, va considerar acabada la seva carrera com a etnòleg i va abandonar voluntàriament el Museu d'Etnologia. Amb el seu suport, el processament dels seus registres de recerca de camp va ser posteriorment assumit per Hans Damm, el posterior director del Museu Etnològic de Leipzig. Així, els anys 1929 i 1931 –també a la sèrie de la Fundació Científica d'Hamburg i amb el suport de l'Associació d'Emergències de la Ciència Alemanya (actual DFG)– es van imprimir els dos mig volums del llibre Luangiua i Nukumanu. Un altre volum basat en les notes de Sarfert, editat per Hans Damm, es va publicar l'any 1935 com el segon mig volum de Islands around Truk (Eastern Central Carolines): Polowat, Hok and Satowal. El 1938, després de la mort de Sarfert, es va publicar el segon mig volum sobre les Carolines Centrals. La investigació de Sarfert encara representa un material original únic avui dia i té un valor inestimable, especialment per als habitants de les illes, per documentar la seva cultura. Les traduccions dels volums a l'anglès, encara que encara inèdites, es troben al Seminari de Micronesi de Pohnpei a instigació de Francis X. Hezel.
Després de completar la seva carrera científica, Ernst Sarfert es va dedicar a la venda d'equips de ràdio com a empresari independent. A partir de 1929 va exercir de representant i signatari autoritzat de diverses empreses. Va morir com a conseqüència d'una operació d'estómac i va ser enterrat al cementiri del sud de Leipzig. El lloc de la tomba va ser abandonat el maig de 2022.
Ernst Sarfert es va casar amb Emma Rohland el 8 d'octubre de 1917 a Leipzig-Gohlis. El matrimoni va tenir dues filles: Edith, casada amb Schulze, i Anita, casada amb Trapp.

## Obres (selecció)
- House and Village between the Natives of North America, dissertació, F. Vieweg and Son, Braunschweig 1908 (en línia)
- Sobre el coneixement de la història naviliera dels carolingis, F. Vieweg i Son, Braunschweig 1911
- Luangiua i Nukumanu. Editat a partir de les notes d'Ernst Sarfert. de Hans Damm, mig vol. 1: Part general i cultura material; Mig volum 2: Condicions socials i cultura intel·lectual a Hamburg 1929–1935 (Resultats de l'expedició al mar del Sud 1908–1910, 2, B, Vol. 12)
- Kusae, Resultats de l'expedició al mar del Sud, 1908–1910 Etnografia, Micronèsia, volum 4
  - Part 1: Part general i cultura material. Friederichsen, Hamburg 1919 (en línia)
  - Part 2: Cultura intel·lectual. Friederichsen, Hamburg 1920 (en línia)